# Památník SNP na Jankově vršku
Památník SNP na Jankově vršku je pomník ve tvaru sloupu vybudovaný na Jankově vršku (533,1 m n. m.) v Nitrických vrších na památku padlých, kteří zde zahynuli během druhé světové války.

## Poloha
Památník se nachází na Jankově vršku v nadmořské výšce 533,1 m n. m. ve vzdálenosti dvou kilometrů severovýchodním směrem od Uhrovce v okrese Bánovce nad Bebravou v Trenčínském kraji. Komplex památníku lze rozdělit na dvě části. Na vrchní a spodní. Na vrchní, výše položené, se nachází památník padlým partyzánům čtyř národností z období Slovenského národního povstání. V nižší části je velké parkoviště pro zhruba 50 aut, horský hotel Partyzán a turistická ubytovna.

## Historie výstavby
Hlavními iniciátory stavby památníku byly okresní výbor KSS a okresní Svaz slovenských partyzánů v Bánovcích nad Bebravou. Autory návrhu památníku byli akademický sochař Jozef Pospíšil a Ing. arch. Artúr Szalatnai-Slatinský. Na jeho tvorbě se podíleli občané z okolních obcí, přímí účastníci SNP a dokonce i brigádníci z Moravy a Čech. Výstavba památníku se začala připravovat krátce po osvobození. Probíhala bez jakékoliv mechanizace, protože v té době nebyl na Jankově vršku elektrický proud a voda. Práce se dělaly ručně a voda se sem přivážela. Výstavba pomníku probíhala mezi roky 1948 a 1951 a k jeho odhalení došlo 28. srpna 1951 u příležitosti oslav SNP. V dalších letech se postupně pokračovalo v budování rekreačního areálu a současně sem byl dovedena elektrická síť a vodovod.

## Architektonické řešení památníku
Památník je ve tvaru obrovského pylonu, vysokého 15 m v půdorysu pěticípé hvězdy, jenž je na vrchu ukončen čtvercovou deskou. Pylon vyrůstá ze středu čtvercové základny, vysoké dva metry, ve které je umístěno mauzoleum s hlínou z bojišť druhé světové války. Celý monument je vybudován z kamene a jsou do něho osazeny různé ornamenty. Na jejích vnějších stěnách jsou vysekané nápisy: „Sláva a věčná paměť padlým hrdinům“. Uvnitř mauzolea nad sarkofágem je nápis „Vašemu odkazu věrni zůstaneme“ a na bočních stěnách je uvedeno „Mír bude zachován a upevněn, pokud lid vezme věc zachování míru do svých rukou“, což je citát Josifa Vissarionoviče Stalina, a „SNP zůstává nevyčerpatelným zřídlem naší třídní a národní hrdosti“, jenž pronesl Viliam Široký.

## Areál památníku

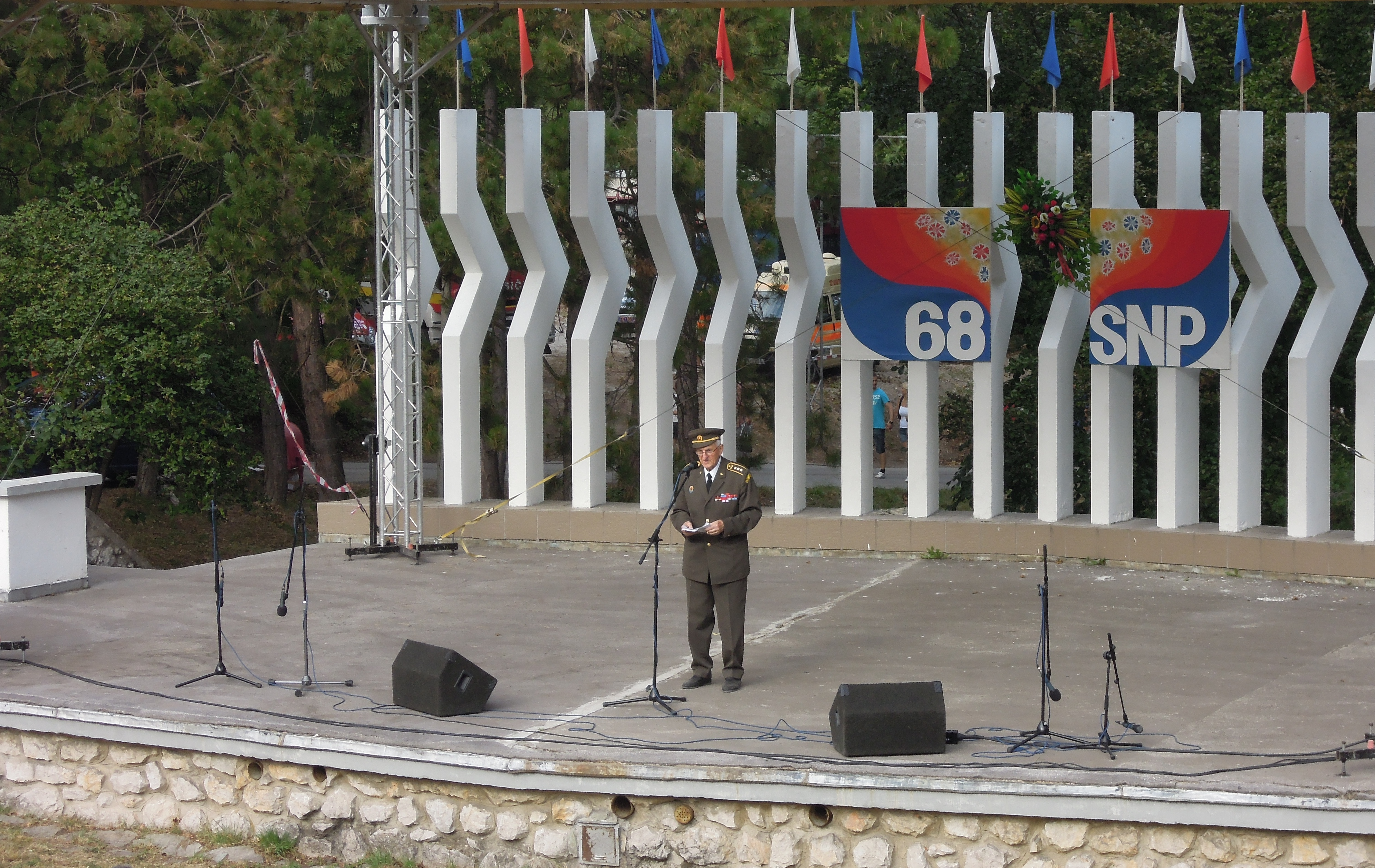
Oslavy 68. výročí SNP na Jankově vršku

Památník obklopuje zemní val, který je překlenut schodišti. Památník je obklopen keři a stěny valu jsou obloženy kameny. Na jedné straně od stěny jsou udržovány hroby partyzánů – symbolický hřbitov s hroby bojovníků a organizátorů SNP.
Pod památníkem se nachází přírodní amfiteátr, který je rozdělen do více stupňů, na nichž jsou osazeny lavičky k sezení. Na každém stupni se nachází jedna kamenná tabule. Mimo areál je též několik bunkrů, ve kterých se v minulosti ukrývali partyzáni a nyní jsou tři bunkry nově zrekonstruovány a návštěvníci si je tak mohou prohlédnout. Celé území je památkově chráněno. Jeho výměra je 103,42 ha a nachází se v katastrálním území obce Uhrovec. V blízkosti památníku stojí hotel a turistická ubytovna a v provozu je zde též komerční adrenalinové centrum.